# Rhynchospora legrandii
Rhynchospora legrandii är en halvgräsart som beskrevs av Georg Kükenthal och Manuel Barros. Rhynchospora legrandii ingår i släktet småag, och familjen halvgräs. Inga underarter finns listade i Catalogue of Life.